# WrestleMania Backlash (2022)
WrestleMania Backlash (2022) – gala wrestlingu wyprodukowana przez federację WWE dla zawodników z brandów Raw i SmackDown. Odbyła się 8 maja 2022 w Dunkin’ Donuts Center w Providence w stanie Rhode Island. Emisja była przeprowadzana na żywo za pośrednictwem serwisu strumieniowego Peacock w Stanach Zjednoczonych i WWE Network na całym świecie oraz w systemie pay-per-view. Była to siedemnasta gala w chronologii cyklu Backlash.
Na gali odbyło się sześć walk. W walce wieczoru, The Bloodline (Roman Reigns i The Usos (Jey Uso i Jimmy Uso)) pokonali Drew McIntyre’a i RK-Bro (Randy’ego Ortona i Riddle’a) w Six-man Tag Team matchu. W innych ważnych walkach, Ronda Rousey pokonała Charlotte Flair w „I Quit” matchu zdobywając SmackDown Women’s Championship, Edge pokonał AJ Stylesa poprzez techniczne poddanie oraz Cody Rhodes pokonał Setha „Freakin” Rollinsa. Było to także pierwsze PPV od Elimination Chamber w marcu 2020 roku, na którym nie odbyła się walka o WWE Championship lub Universal Championship.

## Produkcja i rywalizacje
WrestleMania Backlash oferowała walki profesjonalnego wrestlingu z udziałem wrestlerów należących do brandów Raw i SmackDown. Wyreżyserowane rywalizacje (storyline’y) były kreowane podczas cotygodniowych gal Raw i SmackDown. Wrestlerzy są przedstawieni jako heele (negatywni, źli zawodnicy i najczęściej wrogowie publiki) i face’owie (pozytywni, dobrzy i najczęściej ulubieńcy publiki), którzy rywalizują pomiędzy sobą w seriach walk mających budować napięcie. Kulminacją rywalizacji jest walka wrestlerska lub ich seria.

### Charlotte Flair vs. Ronda Rousey
Na WrestleManii 38, Charlotte Flair pokonała Rondę Rousey i zachowała SmackDown Women’s Championship. Podczas walki, Flair poddała po tym jak Rousey założyła jej dźwignię armbar, jednak sędzia był ubezwładniony po tym jak zainkasował uderzenie od jednej z zawodniczek, wskutek czego nie mógł ogłosić wyniku. Flair była w stanie wygrać po tym, jak sędzia opamiętał się. Na następnym odcinku SmackDown, Rousey, która chciała rewanżu z wyraźnym zwycięzcą, wyzwała Flair na walkę w stypulacji „I Quit” match, ale Flair odmówiła i powiedziała Rousey, żeby wróciła do kolejki. Rousey skontrowała ją i powiedziała, że pojedynek i tak się odbędzie. Mimo to rewanż o mistrzostwo został następnie przyznany i zabookowany na WrestleManię Backlash.

### Cody Rhodes vs. Seth „Freakin” Rollins
Na WrestleManii 38, były wrestler All Elite Wrestling Cody Rhodes powrócił po sześciu latach do WWE jako niezapowiedziany przeciwnik Setha „Freakin” Rollinsa gdzie Rhodes pokonał Rollinsa. 11 kwietnia na odcinku Raw, Rollins powiedział, że nie był w stanie przygotować się do walki na WrestleManii, ponieważ nie wiedział wcześniej, z kim się zmierzy, ale teraz będąc w stanie zobaczyć, do czego zdolny jest Rhodes, wyzwał Rhodesa na rewanż i Rhodes się zgodził. Rewanż został następnie zaplanowany na WrestleManię Backlash.

### Six-man Tag Team match
Na WrestleManii 38, Universal Champion ze SmackDown Roman Reigns pokonał WWE Championa z Raw Brocka Lesnara w Winner Takes All matchu zdobywając oba tytuły oraz zostając określony mianem „Undisputed WWE Universal Champion”. Na najbliższym odcinku SmackDown, Reigns powiedział, że nie ma już nic do udowodnienia; chciał jednak, aby jego kuzyni, SmackDown Tag Team Championi, The Usos (Jey Uso i Jimmy Uso), powtórzyli jego wyczyn, wygrywając Raw Tag Team Championship i przynosząc więcej złota dla stajni The Bloodline. The Usos pojawili się na Raw w następnym tygodniu, aby rzucić wyzwanie Raw Tag Team Championom, RK-Bro (Randy Orton i Riddle), którzy przyjęli wyzwanie, a walka została oficjalnie uznana za pojedynek unifikacyjny tytułów Tag Team na WrestleManii Backlash. Jednak, 29 kwietnia na odcinku SmackDown, odbyło się oficjalne podpisanie kontraktu na walkę. Kuzynom asystował sam Roman Reigns, który pomógł zaatakować RK-Bro, zrywając kontrakt w międzyczasie, zanim The Bloodline został wypędzony z ringu przez Drew McIntyre’a, z powodu tego, co się wydarzyło, specjalny doradca Reignsa, Paul Heyman, spotkał się następnie z WWE official Adamem Pearcem na backstage’u, gdzie Heyman zażądał, aby walka o unifikację tytułów Tag Team została odwołana, a zamiast tego, chciał aby na WrestleManię Backlash zaplanować Six-man Tag Team match pomiędzy The Bloodline a RK-Bro i McIntyre’em. Później żądanie Heymana zostało spełnione i odwołano walkę unifikacyjną, a zamiast tego zabookowano wspomniany Six-man Tag Team match.

### AJ Styles vs. Edge
Na WrestleManii 38, Edge pokonał AJ Stylesa, dzięki odwróceniu uwagi przez Damiana Priesta. Edge i Priest następnie utworzyli sojusz, w którym Edge twierdził, że zgładził każdego, kto nie pasuje do ich „Mountain of Omnipotence”. 18 kwietnia na odcinku Raw, Edge stwierdził, że musi dokończyć to, co zaczął ze Stylesem, a następnie wyzwał Stylesa na rewanż na WrestleMania Backlash, po czym Styles zaakceptował wyzwanie na walkę. 2 maja na odcinku Raw, Styles pokonał Priesta, przez co Priest został zbanowany z ringside’u podczas walki.

### Madcap Moss vs. Happy Corbin
Na WrestleManii 38, Happy Corbin przegrał z Drew McIntyre’em dzięki przypadkowemu rozproszeniu uwagi przez partnera tag teamowego Corbina, Madcap Mossa; to również zakończyło feud z McIntyre’em. Po tym, między Corbinem i Mossem doszło do niezgody, a Corbin obwiniał Mossa za jego przegraną na WrestleManii. Napięcie pomiędzy nimi rosło, a walka została zabookowana na WrestleManię Backlash.

### Bobby Lashley vs. Omos
Po tym, jak Bobby Lashley pokonał Omosa na WrestleManii 38, MVP, menadżer Lashleya, nie towarzyszył mu w walce. MVP powrócił 4 kwietnia na odcinku Raw i obrocił się przeciwko Lashleyowi. W ciągu następnych kilku tygodni MVP krytykował Lashleya za świętowanie swojego momentu na WrestleManii bez niego. MVP zaczął później wykonywać swoje usługi menedżerskie dla rywala swojego byłego już sojusznika, Omosa. Po tym, Lashley i Omos brali udział w siłowaniu na rękę na odcinku Raw z 25 kwietnia, który zakończył się na korzyść Lashleya. Omos następnie zaatakował Lashleya po walce, a później wyzwał go na rewanż WrestleManii na WrestleManii Backlash. Później walka została ogłoszona.

## Gala
| Rola:                           | Osoba:                                  |
| ------------------------------- | --------------------------------------- |
| Komentatorzy angielskojęzyczni  | Michael Cole (SmackDown/Walka wieczoru) |
| Komentatorzy angielskojęzyczni  | Pat McAfee (SmackDown/Walka wieczoru)   |
| Komentatorzy angielskojęzyczni  | Jimmy Smith (Raw)                       |
| Komentatorzy angielskojęzyczni  | Corey Graves (Raw/Walka wieczoru)       |
| Komentatorzy angielskojęzyczni  | Byron Saxton (Raw)                      |
| Komentatorzy hiszpańskojęzyczni | Marcelo Rodriguez                       |
| Komentatorzy hiszpańskojęzyczni | Jerry Soto                              |
| Spikerzy                        | Mike Rome (Raw)                         |
| Spikerzy                        | Samantha Irvin (SmackDown)              |
| Sędziowie                       | Danilo Anfibio                          |
| Sędziowie                       | Jason Ayers                             |
| Sędziowie                       | Jessika Carr                            |
| Sędziowie                       | Dan Engler                              |
| Sędziowie                       | Eddie Orengo                            |
| Sędziowie                       | Chad Patton                             |
| Ankieter                        | Sarah Schreiber                         |
| Panel Pre-show                  | Kayla Braxton                           |
| Panel Pre-show                  | Kevin Patrick                           |
| Panel Pre-show                  | John „Bradshaw” Layfield                |
| Panel Pre-show                  | Peter Rosenberg                         |
| Panel Pre-show                  | Booker T                                |

### Główne show
Pay-per-view rozpoczęło się, gdy Cody Rhodes zmierzył się z Sethem „Freakin” Rollinsem. Podczas walki, Rollins spróbował Suicide Dive, ale Rhodes uniknął tego i wykonał Cody Cutter na Rollinsie i był bliski przypięcia. Rollins próbował wykonać Splash Feniks, ale Rhodes go uniknął. Rollins wylądował na nogach, a Rhodes kopnął Superkickiem Rollinsa. Rhodes wszedł na górną linę i został zdjęty przez Rollinsa, na którego wykonał Superplex. Rollins przetoczył się, by wykonać Falcon Arrow, ale Rhodes skontrował w Cross Rhodes. Rhodes przypiął Rollinsa, ale stopa Rollinsa wylądowała na dolnej linie, przerywając w tym samym pin. Rhodes spróbował Vertebreaker; jednak Rollins odwrócił się do roll-upa, próbując trzymać spodnie Rhodesa, ale Rhodes przeszedł do swojego własnego roll-upa, trzymając spodnie Rollinsa, aby wygrać walkę.
Następnie, Bobby Lashley zmierzył się z Omosem (w towarzystwie MVP). Przez całą walkę, Lashleyowi udało się na chwilę założyć na Omosie dźwignię Hurt Lock, ale Omosowi udało się wyrwać z dźwigni. Lashley spróbował Vertical Suplexu na Omosie, który przeprowadził go na liny i wykonał Spinebuster na Lashleyu. W kulminacyjnym momencie, Lashley spróbował wykonać Spear; ale Omos złapał go kolanami i wysłał Lashleya na słupek ringowy. Podczas gdy sędzia był rozproszony, MVP uderzył Lashleya w twarz laską, pozwalając Omosowi wykonać Choke Bomb na Lashleyu, aby wygrać walkę.
Trzecia walka odbyła się pomiędzy AJ Stylesem i Edgem, z Damianem Priestem wyrzuconym z ringside’u. Na początku walki, Styles agresywnie zaatakował Edge’a ciosami. Styles Zdropkickował Edge’a na podłogę i wykonał Asai Moonsault na Edge’u. Po powrocie na ring, gdy Styles próbował wykonać Phenomenal Forearm, Edge przerwał go wykonywanie akcji po tym jak go uderzył butem w zranione ramię Stylesa. Niedługo później po tym, jak Edge zaatakował kontuzjowane ramię Stylesa, Styles wykonał Pele Kick na Edge’u. Styles przeprowadził go na liny, co doprowadziło do tego, że obaj mężczyźni uderzali się o siebie w tym samym czasie. Styles zaatakował Edge’a, który wykonał Speara, i był bliski przypięcia. Kiedy Styles wspinał się po linie, Damian Priest wyszedł i stanął w przejściu. Priest twierdził, że był technicznie tylko przy przejściu, a nie w ringsidzie. Finn Bálor wybiegł i walczył z Priestem, zabierając go z areny. W końcowych momentach, zamaskowana osoba zepchnęła Stylesa z górnej liny. Edge założył dźwignię Crossface na Stylesie, który zemdlał, wygrywając w ten sposób walkę. Po walce, zamaskowana osoba dołączyła do Edge’a w ringu. Ten ostatni opadł na jedno kolano przed nim, a Edge wskazał mu, by wstała. Zamaskowana osoba ujawniła się jako Rhea Ripley, tym samym została dodana do stajni Edge’a, The Judgement Day. Edge i Ripley podnieśli ręce i świętowali zwycięstwo.
Następnie, Charlotte Flair broniła mistrzostwo kobiet SmackDown przeciwko Rondzie Rousey w „I Quit” matchu. Na początku walki, Flair wykonała German Suplex na Rousey. W ringsidzie, Flair wyciągnęła kij do z pod ringu. Rousey wzięła od niej broń i goniła Flair, która wybiegła na scenę i poszła na tył. Flair wróciła z dwoma kijami do kendo i uderzyła Rousey kijami. Flair chwyciła kamerę i rzuciła ją w kierunku Rousey, która następnie przeskoczyła barykadę i walczyła z Flair na trybunach. Wracając na ring, Flair wykonała Natural Selection na Rousey na krześle. Flair założyła dźwignię Figure Eight Leglock, ale Rousey wykorzystała krzesło, aby się uwolnić. Rousey wyciągnęła rękę i założyła na Flair dźwignię Armbar przez krzesło. Flair odmówiła rezygnacji, powodując, że Rousey przekręciła rękę Flair i sprawiła, że Flair powiedziała „I Quit”, tym samym Rousey wygrała mistrzostwo kobiet SmackDown. Wkrótce po tym ujawniono, że Flair (Kayfabe) złamała kość promieniową w przedramieniu i nie będzie aktywna przez czas nieokreślony.
W przedostatniej walce, Happy Corbin zmierzył się z Madcap Mossem. Podczas walki, Corbin wykonał Senton Bomb na Mossie i był bliski przypięcia. Corbin wypchnął Mossa Shoulder blockiem, uderzając Mossa kolanem w głowę. Moss wykonał Fallaway Slam na Corbinie i był bliski przypięcia. W końcówce, Moss przeprowadził go na liny i wykonał Sunset Flip, aby wygrać walkę.

### Walka wieczoru
W walce wieczoru, Drew McIntyre i RK-Bro (Randy Orton i Riddle) zmierzyli się z The Bloodline (Roman Reigns i The Usos (Jey Uso i Jimmy Uso)) (w towarzystwie Paula Heymana) w Six-man Tag Team matchu. Podczas walki, w ringu walczyli Reigns i McIntyre. Gdy Reigns zrzucił Riddle’a z ringu, McIntyre wykonał Claymore Kick na Reignsie. Riddle wykonał Floating Bro na Jeyu i był bliski przypięcia. Jey wykonał na Riddle’u Elevated neckbreaker, ale Orton przerwał pin. W ringsidzie, Reigns zeskoczył ze schodów ringowych i wykonał Superman Punch na Ortonie. McIntyre spróbował wykonać Powerbomb na Reignsie przez stół komentatorski, ale Jimmy uratował Reignsa i otrzymał Glasgow Kiss od McIntyre’a. Reigns skorzystał i wykonał Uranage Slam na McIntyrze. Po powrocie na ring, Riddle wykonał RKO na Jeyu z górnej liny. Reigns wykonał szybki tag, zanim Riddle wykonał RKO, więc po tym, jak Riddle wstał, Reigns wykonał na nim Spear, aby wygrać walkę.

## Wyniki walk
| Nr                                 | Wyniki | Stypulacje                                              | Czas  |
| ---------------------------------- | --- | ------------------------------------------------------- | ----- |
| 1                                  | Cody Rhodes pokonał Setha „Freakin” Rollinsa poprzez pinfall | Singles match                                           | 20:45 |
| 2                                  | Omos (z MVP) pokonał Bobby’ego Lashleya poprzez pinfall | Singles match                                           | 8:50  |
| 3                                  | Edge pokonał AJ Stylesa poprzez techniczne poddanie | Singles match Damian Priest był zbanowany z ringside’u. | 16:25 |
| 4                                  | Ronda Rousey pokonała Charlotte Flair (c) | „I Quit” match o WWE SmackDown Women’s Championship     | 16:35 |
| 5                                  | Madcap Moss pokonał Happy’ego Corbina poprzez pinfall | Singles match                                           | 9:50  |
| 6                                  | The Bloodline (Roman Reigns i The Usos (Jey Uso i Jimmy Uso)) (z Paulem Heymanem) pokonali Drew McIntyre’a i RK-Bro (Randy’ego Ortona i Riddle’a) poprzez pinfall | Six-man Tag Team match                                  | 22:20 |
| (c) – mistrz/mistrzyni przed walką | |                                                         |       |

## Wydarzenia po gali

### Raw
Na następnym odcinku Raw, Cody Rhodes otrzymał walkę o mistrzostwo Stanów Zjednoczonych przeciwko Theory’emu. Podczas walki, zainterweniował się Seth „Freakin” Rollins, który kosztował Rhodesa walkę dyskwalifikacją. Rhodes następnie wyzwał Rollinsa na kolejną walkę, ale tym razem jako Hell in a Cell match na Hell in a Cell, którą Rollins zaakceptował.
Rhea Ripley wyjaśniła, że dołączyła do Judgement Day, aby stać się lepszym. Następnie pokonała Liv Morgan. Następnie Damian Priest zmierzył się z Finnem Bálorem, co zakończyło się dyskwalifikacją, gdy Edge zaatakował Bálora. AJ Styles następnie zaatakował Edge’a, ale Judgement Day zyskało przewagę.
MVP prowadził segment VIP Lounge, chwaląc Omosa za zwycięstwo nad Bobbym Lashleyem. Lashley przerwał, ale został zaatakowany przez Cedrica Alexandra, który chciał ponownie dołączyć do MVP i zreformować The Hurt Business. Omos i MVP wycofali się, podczas gdy Lashley założył na Alexandrze dźwignię Hurt Lock. Później Lashley powiedział, że jedynym powodem, dla którego nie pokonał Omosa na WrestleManii Backlash, była ingerencja MVP, a rewanż pomiędzy Omosem i Lashleyem został zaplanowany na następny tydzień jako Steel Cage match, który Lashley wygrał.

### SmackDown
Mistrzowie Tag Team Raw, RK-Bro (Randy Orton i Riddle) pojawili się na następnym SmackDown, aby rzucić wyzwanie mistrzom Tag Team SmackDown, The Usos (Jey Uso i Jimmy Uso), na pojedynek unifikacyjny tytułów, który pierwotnie miał się odbyć na WrestleMania Backlash. Usos zaakceptowali i walka została zaplanowany na następny tydzień. Walka w następnym tygodniu zakończyła się zwycięstwem The Usos z pomocą Romana Reignsa i dzięki temu Usosi zdobyli oba tytuły oraz uznanie jako Undisputed WWE Tag Team Championi.
Madcap Moss udzielił wywiadu na temat jego pojedynku z Happy Corbinem, który następnie zaatakował go krzesłem, założył krzesło na szyję Mossa i uderzył w niego André the Giant Memorial Trophy. Następnego dnia na Talking Smack doniesiono, że Moss doznał kontuzji szyi (kayfabe).